# Dicliptera brevispicata
Dicliptera brevispicata är en akantusväxtart som beskrevs av I.Darbysh.. Dicliptera brevispicata ingår i släktet Dicliptera och familjen akantusväxter. Inga underarter finns listade i Catalogue of Life.